# Вахиё
Вахиё, или Вахинский джамоат (также Вахио, Вахё; тадж. Ҷамоати деҳоти Вахиё) — административная единица, сельская община (джамоат) в Сангворском районе — районе республиканского подчинения (РРП) Таджикистана.
В состав сельской общины входят 8 сельских населённых пунктов, общей численностью населения — 2847 человек (2017 г.), в основном таджики.
Административный центр общины — село Сайёд. Находится на расстоянии 18 км от райцентра (село Тавильдара), в одноимённой долине, долине реки Обихингоу (Хингоб).
Граничит с общинами Тавильдара и Заршуён района Сангвор, Дарвазским районом Горно-Бадахшанской автономной области и Таджикабадским районом РРП.
Сёла в составе джамоата: Вуджун, Гурум, Дашти-Шер, Сабзихарф, Сайёд, Сайёди-Нав, Сарипуль, Хур.

## Источник
- Административное деление Республики Таджикистан  Душанбе : СИЭМТ, 2017. – 580 с. - ISBN 978-99947-33-68-2